# Базаргалиев, Куаныш Сагынгалиевич
Базаргалиев Куаныш Сагынгалиевич (19 июля 1969, Актобе, Казахская ССР) — современный казахстанский художник, живописец. Муж художницы Сауле Сулейменовой.

## Биография
Родился в Актюбинске в 1969 году.
После окончания художественно-промышленного училища в Сафоново (Смоленская область) продолжил образование в Актюбинском педагогическом институте и получил диплом в области преподавания искусства и дизайна в 1995 году. Вскоре он переезжает в Алма-Ату и активно участвует в различных конкурсах, выставках и симпозиумах, представляя свою первую выставку в дуэте с Маратом Бекеевым в галерее Улар в Алма-Ате в 1998 году.
Работа Базаргалиева сосредотачивается вокруг поиска национальной идентичности, часто подвергая сомнению идеологические корни таковой и деконструируя её визуальную лексику через картины и смешанные медиа-произведения. В серии, выполненной в стиле «кошкармюизм», художник наносит общеизвестные символы мира, такие как крест или полумесяц, на традиционный казахский орнамент, физически соединяющий местное и вселенское.
Выставки включают Dis / Possessed in Folio, Цюрих в 2016 году, «Где-то в Великой степи» в Музее изобразительных искусств Эрарта в Санкт-Петербурге, «Все кочевники» в галерее Artwin, Москва, Россия.
Произведения Базаргалиева находятся в частных и государственных коллекциях, таких как Национальный музей Казахстана, Астана; Christie’s, Лондон; коллекция Ричарда Спунера, государственная художественная коллекция Турции и другие. Живет и работает в Алматы, Казахстан.

## Избранные выставки
- 2019. «Воспоминания. Диалоги Памяти» в рамках Astana Art Show, Астана, Казахстан
- 2018. Персональная выставка «Единство и борьба противоположностей», галерея Артмекен, Алматы, Казахстан
- 2018. «Где-то в великой степи. Выставка актуальных художников Алматы», Государственный музей искусств, Новосибирск, РФ
- 2017. «Где-то в великой степи. Выставка актуальных художников Алматы», музей современного искусства Эрарта, Санкт-Петербург, РФ
- 2016. персональная выставка «Кошкармюйизм и пр.», галерея Ессентай, Алматы, Казахстан
- 2015. — «Все номады», галерея Artwin, Москва, музей «Эрарта», Санкт-Петербург, Россия
- 2014. — Национальные традиции и открытость миру, Национальный музей РК, Астана, Казахстан
- 2013. 5-я Московская биеннале современного искусства, проект «Мигранты», РГГУ, Москва, Россия
- «Похищение Европы», выставка в рамках фестиваля современного искусства Артбатфест, музей Умай, Алматы, Казахстан
- «Когда все люди были казахские», персональная выставка, Пространство «L.E.S.», Алматы, Казахстан
- 2012. «13», персональная выставка, пространство «L.E.S.», Алматы, Казахстан
- 2011. Выставка в рамках культурной программы к Азиаде-* 2011, Дворец Независимости, Астана, Казахстан
- 2008. «Столы и стулья», персональная выставка, галерея «Тенгри-Умай», Алматы, Казахстан
- Угол зрения, 10-я годовщина Центра Современного искусства Сороса, Алматы, Казахстан
- АртНомад, благотворительный аукцион,Лондон, Великобритания
- Арт Номад, Социально-культурный проект, Алматы, Казахстан
- Республиканская выставка графики, Союз Художников Казахстана, Алматы, Казахстан
- 2007. Арт форум «Куланши», музей Первого Президента Казахстана, Астана, Государственный музей искусств им. Кастеева, Алматы, Казахстан
- Международный арт симпозиум, Астана, Казахстан
- 2006. Выставка Союза Художников Казахстана, посвященная * 20-летию независимости, Алматы, Казахстан
- Выставка «Мы — народ Казахстана», Центр Современного искусства Сороса, Алматы, Казахстан
- Фестиваль SOMUART, выставка, KIMEP, Алматы, Казахстан
- Выставка «Летающий татарин», музей им. Невзоровых, Семипалатинск, Казахстан
- Международный симпозиум печатной графики «Запад — Восток», Валси, Австрия
- Совместная выставка с С.Сулейменовой «Куаныштын Саулесi-5», спонсор — компания «Deloitte Touche», галерея «Тенгри-Умай», Алматы, Казахстан
- 2005. Выставка, посвященная Иосифу Бродскому, галерея «Вояджер», Алматы, Казахстан
- 2004. Выставка «Арт-десант Алматы — Возвращение домой», Центральный Выставочный зал, Актюбинск, Казахстан
- Совместная выставка с С.Сулейменовой «Куаныштын Саулесi», Центральный Выставочный зал, Алматы, Казахстан
- 2003. Групповая выставка памяти А. Еременко, галерея «Улар», Алматы, Казахстан
- 2002. Совместная выставка с С.Сулейменовой «Куаныштын Саулесi», галерея «Тенгри-Умай», Алматы, Казахстан
- Международный арт-фестиваль «Тенгри-Умай», Алматы, Казахстан
- Проект «Бес Конак — актюбинский ветер», персональная выставка, галерея «Улар», Алматы, Казахстан
- 2001. Совместная выставка с С.Сулейменовой «Куаныштын Саулесi-2», бизнес-центр Capital Real Estate, Алматы, Казахстан.
- Выставка «Дни культуры Алматы в Москве», музей Востока, Москва, Россия.
- Международный фестиваль «Шабыт», Астана, Казахстан
- 2000. Совместная выставка с С.Сулейменовой «Куаныштын Саулесi», галерея «Тенгри-Умай», Алматы, Казахстан
- Групповая выставка «Небеса» («Марат Бекеев и друзья»), галерея «Тенгри-Умай»,Алматы, Казахстан.
- Международный фестиваль искусств «Мастер-Класс — Казахстан»
- Лауреат фестиваля в номинации «Открытие Шелкового пути»
- 1999. Международный фестиваль «Жигер −99» Государственный музей им. Кастеева, Лауреат 1-й Премии.
- «Творческая лаборатория художников ТЮРКСОЙ», г. Бурса, Турция
- «Пятый континент», галерея «АРК-АРТ» г. Алматы
- «Летний пленэр», Центральный Выставочный зал, Жезказган, Казахстан
- 1998. «Совместная выставка с М. Бекеевым», галерея «Улар», г. Алматы
- 1997. «Совместная выставка с А. Переверзиным», Выставочный зал, Актюбинск
- 1996. «Выставка молодых художников», Выставочный зал, г. Актюбинск
- 1995. «Семь плюс один», Выставочный зал, г. Актюбинск

## Коллекции
Работы хранятся в Аукционном доме Кристис (Лондон), Государственном музее искусств им. Кастеева, Музее изобразительного искусства г. Атырау, в Государственном Картинном Собрании Турции, в Собрании международной организации Тюрксой, в частных коллекциях Казахстана, Германии, Израиля, России, США, Швейцарии, Австрии и др. странах.